# Jingnan, Zhejiang
För andra betydelser, se Jingnan (olika betydelser).
Jingnan (kinesiska: 景南,景南乡) är en socken i Kina. Den ligger i provinsen Zhejiang, i den sydöstra delen av landet, 1 400 km söder om huvudstaden Peking. Jingnan ligger 1 010 meter över havet och antalet invånare är 2 689. Befolkningen består av 1 253 kvinnor och 1 436 män. Barn under 15 år utgör 14,0 %, vuxna 15-64 år 70 %, och äldre över 65 år 14,0 %.
Terrängen runt Jingnan är lite bergig, och sluttar österut. Runt Jingnan är det ganska tätbefolkat, med 134 invånare per kvadratkilometer. Närmaste större samhälle är Siqian, 17,2 km sydost om Jingnan. I omgivningarna runt Jingnan växer i huvudsak blandskog.